# Vingsted Historiske Værksted

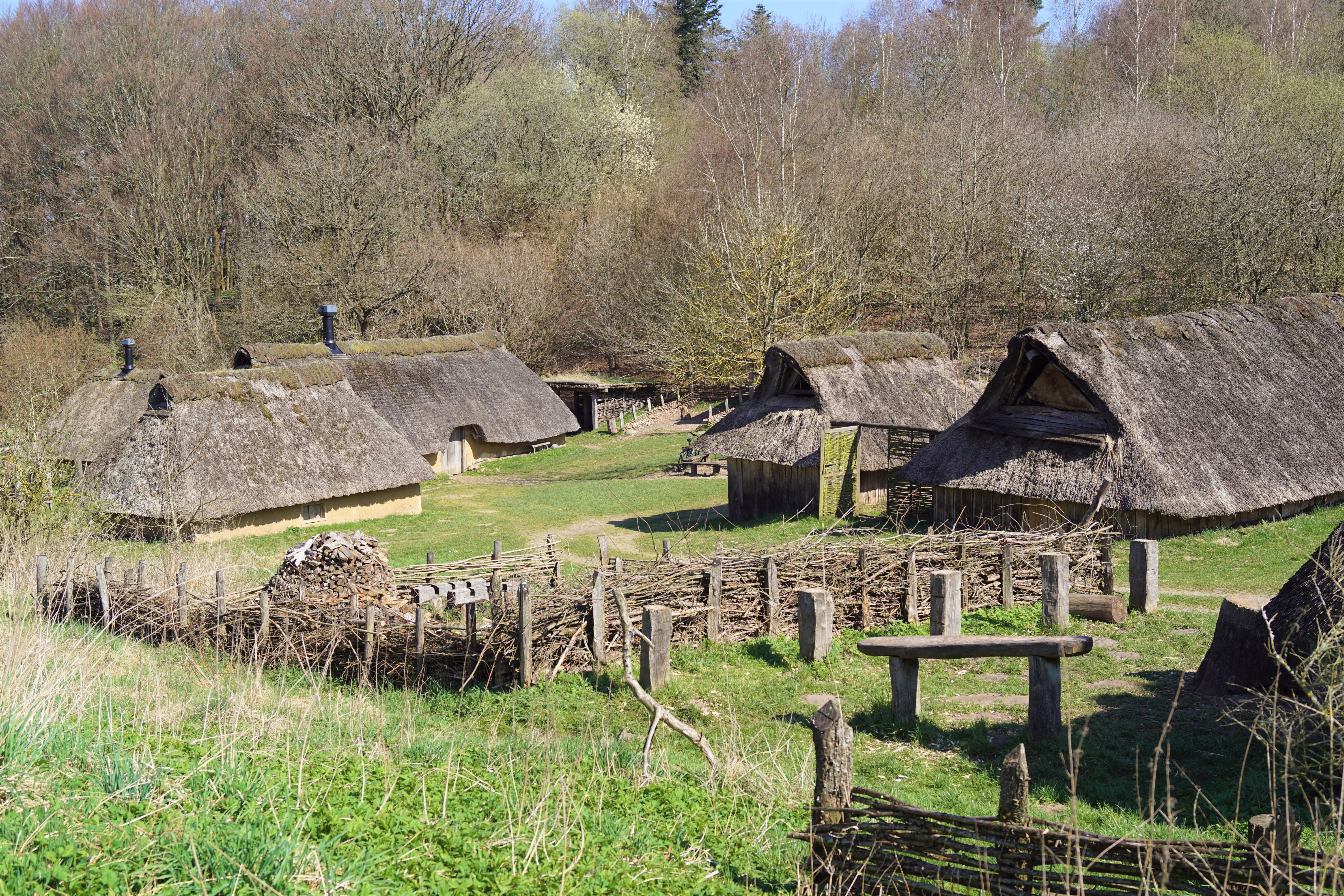
Vingsted Historiske Værksted

Das seit den 1970er Jahren existierende Freilichtmuseum Vingsted Historiske Værksted (dt. Historische Werkstätten in Vingsted) liegt in Bredsten nördlich des Flusses Vejle Å, in der Nähe von Vejle in Jütland in Dänemark. 
Es ist Teil der Vejle Museen (dänisch VejleMuseerne) und besteht aus der rekonstruierten Umgebung von Feldern, Häusern, Opferstätten, Schmieden und dem Viehbestand der Eisenzeit. Das Museum, das 2014 über 14.000 Besucher hatte, umfasst auch die Ausstellung in der Vingsted-Mühle (Vingsted Mølle), in der sich alte Handwerksbetriebe befinden. 

Vingsted Historiske Værksted
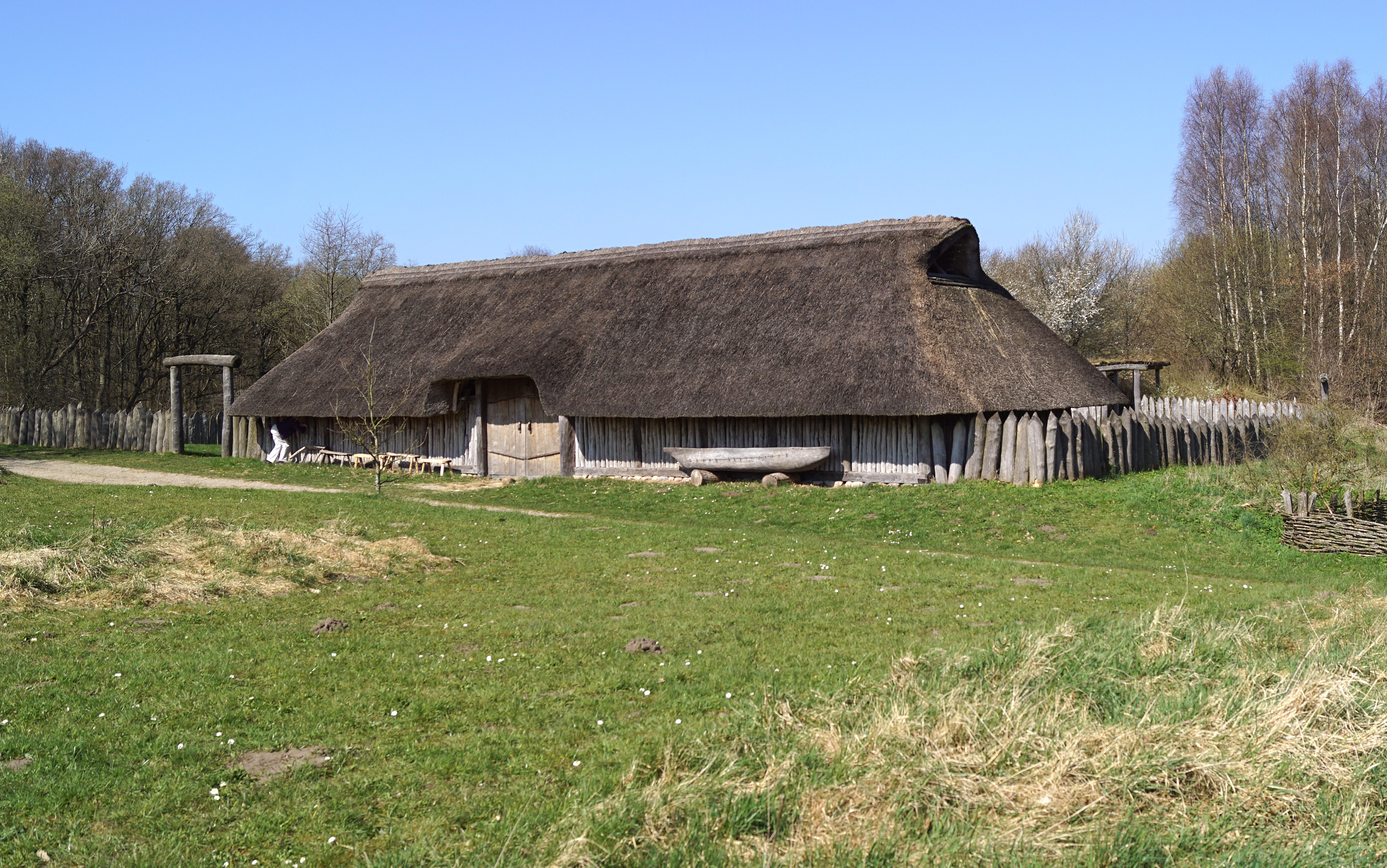
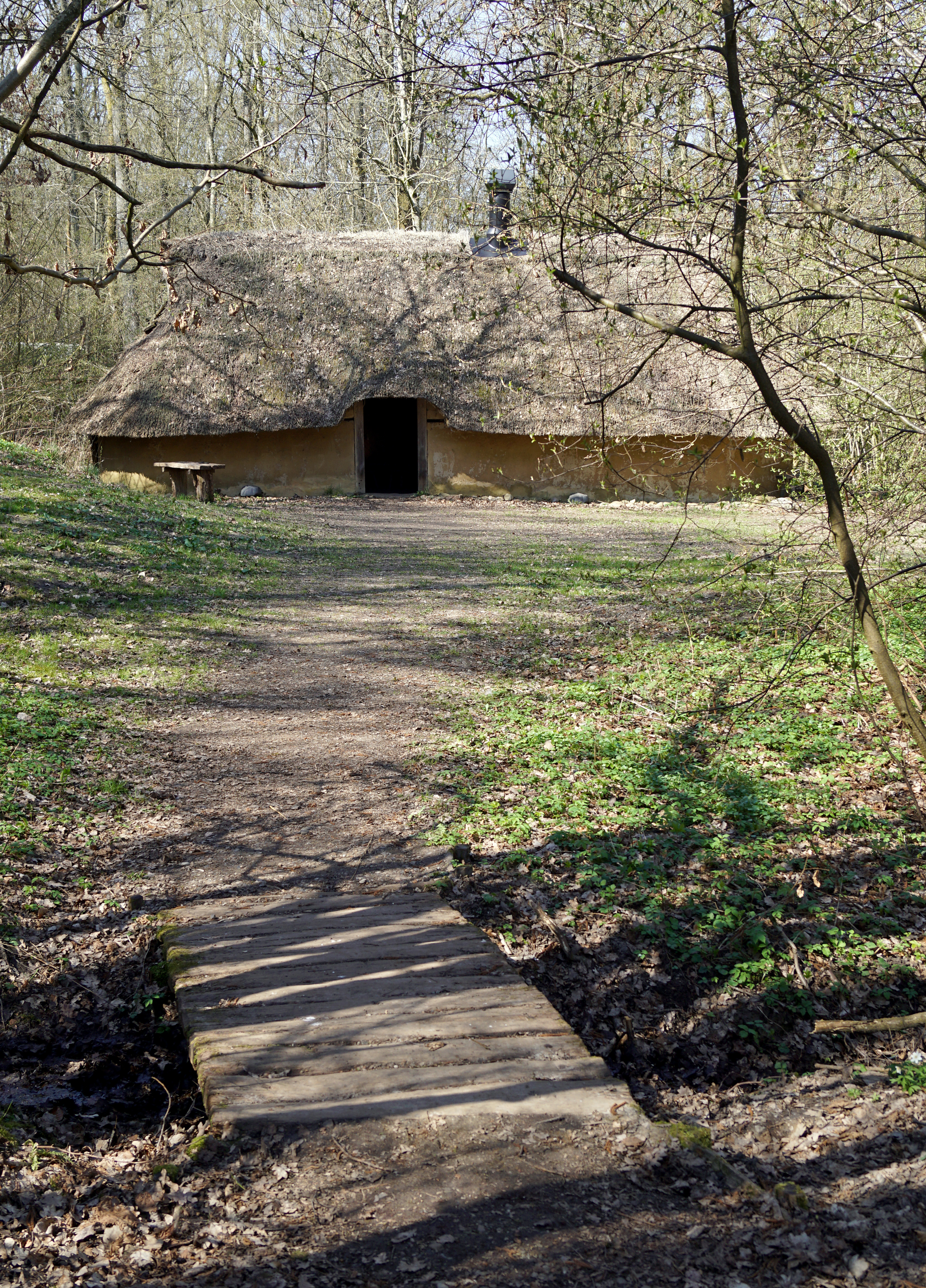
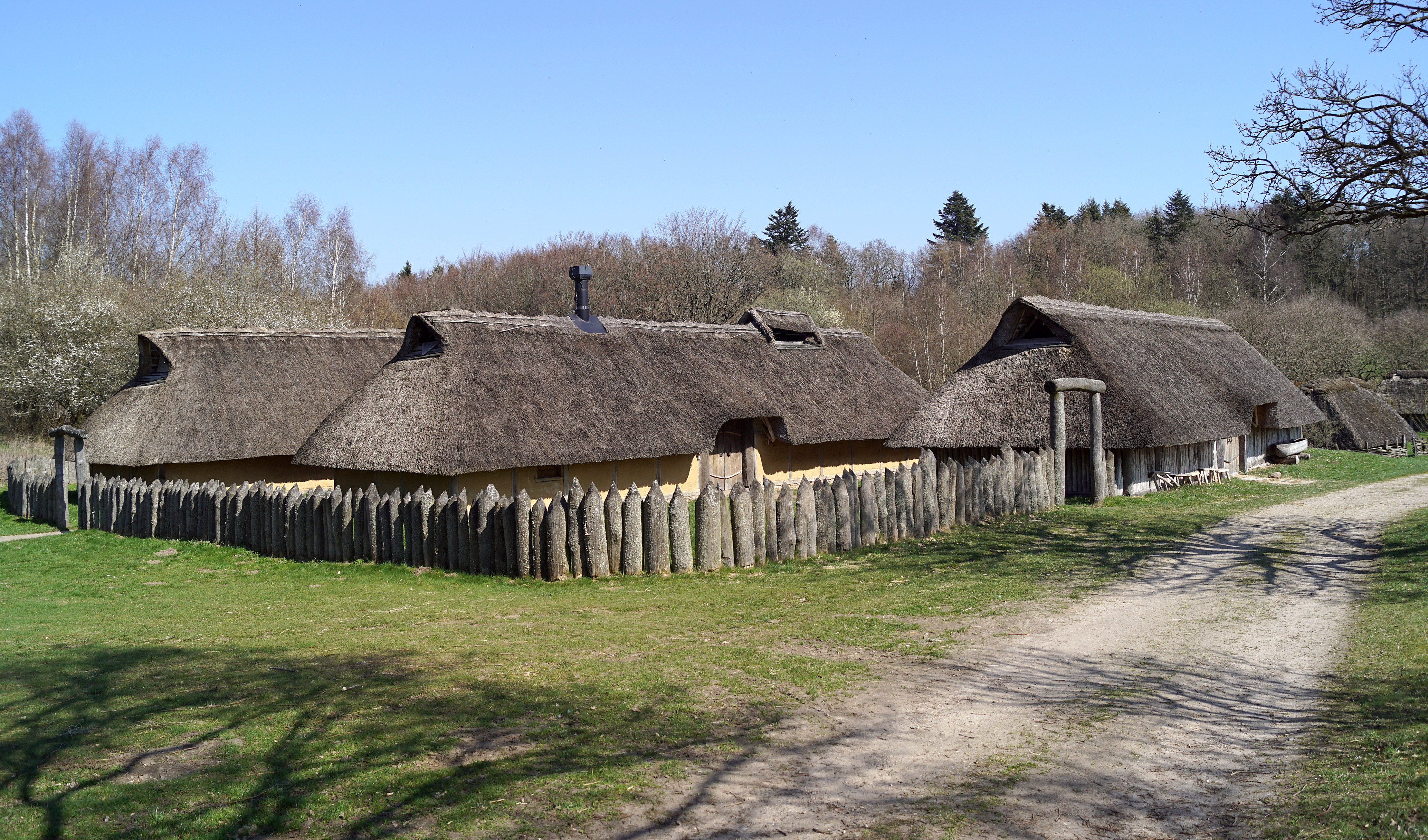